# Ouzouer-le-Doyen
Ouzouer-le-Doyen település Franciaországban, Loir-et-Cher megyében. Lakosainak száma 228 fő (2022. január 1.). Ouzouer-le-Doyen Brévainville, Moisy, Beauce-la-Romaine és Cloyes les Trois Rivières községekkel határos.

## Népesség
A település népességének változása:
| Lakosok száma | 332  | 238  | 208  | 194  | 234  | 245  | 243  | 225  | 224  | 228  |
|               | 1968 | 1982 | 1990 | 2006 | 2013 | 2015 | 2017 | 2019 | 2020 | 2022 |